# Desfile militar alemán-soviético en Brest-Litovsk

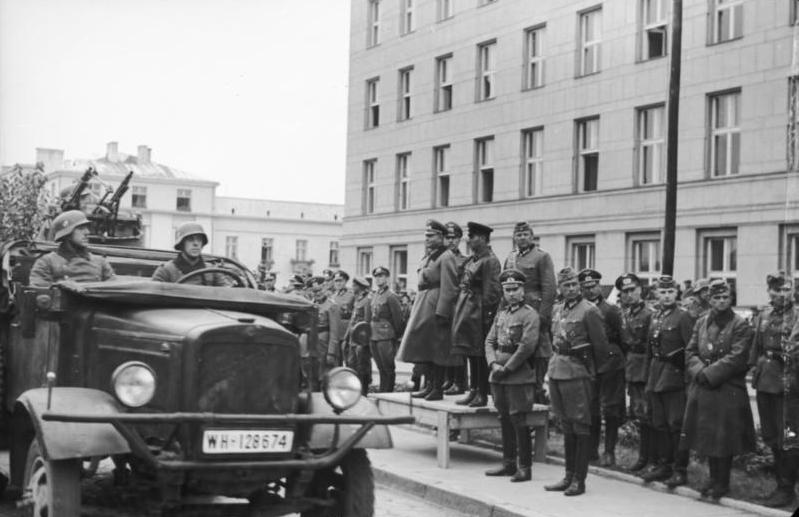
Desfile militar alemán-soviético en Brest-Litovsk el 22 de septiembre de 1939

El Desfile militar alemán-soviético en Brest-Litovsk (en alemán: Deutsch-sowjetische Siegesparade in Brest-Litowsk, en ruso: Совместный парад вермахта и РККА в Бресте) se refiere a la ceremonia oficial entre las tropas de la Alemania Nazi y la Unión Soviética el 22 de septiembre de 1939, durante la invasión de Polonia en la ciudad de Brest-Litovsk (en polaco: Brześć nad Bugiem or Brześć Litewski, en ese entonces en la Segunda República Polaca, ahora Brest en Bielorrusia), que marcó la retirada de tropas alemanas y la entrega de la ciudad y su fortaleza al Ejército Rojo soviético, según lo acordado previamente entre los dos gobiernos.
Según el acuerdo inicial, la ceremonia incluía el desfile de tropas alemanas y soviéticas delante de sus comandantes, seguido del cambio de banderas y acompañado de los himnos de Alemania y la Unión Soviética. Sin embargo, el comandante en jefe soviético, Kombrig Semión Krivoshéin, escribió más adelante en sus memorias de que no permitió que las tropas soviéticas pasaran al lado de las fuerzas alemanas, ya que temía que sus soldados se vieran inferiores en comparación con los alemanes debido a que se encontraban agotados después de la larga marcha hacia Brest, a diferencia de los alemanes que llevaban en la ciudad varios días. En lugar de esto, propuso que las columnas soviéticas entrasen la ciudad de forma separada y saludasen a los alemanes mientras estos salían. El desfile tuvo lugar en la calle Unión de Lublin (en polaco: ulica Unii Lubelskiej), la calle principal de la ciudad de Brest.

## Antecedentes

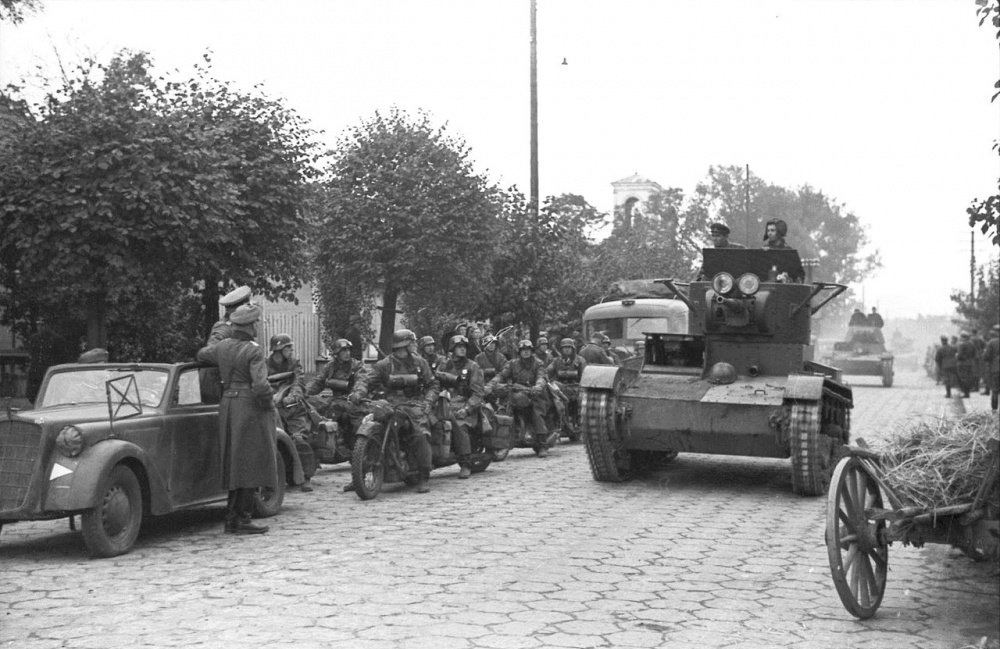
Tanques T-26 soviéticos pasando al lado de motociclistas alemanes.

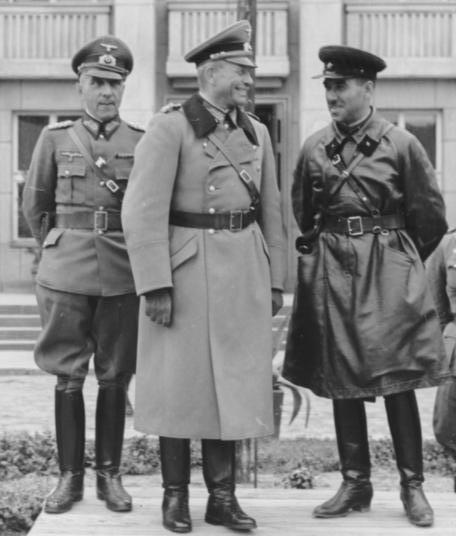
Oficiales alemanes y soviéticos presentes en el desfile: Mayor General Heinz Guderian (centro) y Kombrig Semión Krivoshéin (derecha)

El Protocolo Adicional Secreto del Pacto Ribbentrop-Mólotov, firmado el 23 de agosto de 1939 definía la frontera entre las esferas de influencia de la Alemania nazi y la Unión Soviética. Sin embargo, durante la invasión de Polonia, algunas fuerzas alemanas, especialmente las de Heinz Guderian, habían avanzado más allá de esta frontera para alcanzar sus objetivos estratégicos.
El 19.º Ejército  alemán llegó a Brest el 13 de septiembre y derrotó a la resistencia polaca en la Batalla de Brest Litovsk, estableciendo su base de operaciones en la ciudad. Durante los días siguientes, Guderian fue informado, para su disgusto, que la línea de demarcación entre las zonas de control alemana y soviética había sido delimitada a lo largo del río Bug y que sus fuerzas debían retirarse atrás de esta línea para el 22 de septiembre.
El 17 de septiembre, luego de que Vasili Chuikov del 4.º Ejército soviético recibiera la orden de cruzar la frontera polaca, su 29.º Brigada de Tanques, liderada por el Kombrig (comandante de brigada) Semión Krivoshéin, entró en el pueblo de Baránavichi (Baranowicze en polaco). Luego de capturar el pueblo y un par de miles de soldados polacos que se encontraban estacionados allí, sus tropas siguieron avanzando hacia el oeste, alcanzando la aldea de Pruzhany el 19 de septiembre.
El 20 de septiembre, unidades de avanzada de la 29.º Brigada de Tanques, se encontró con las fuerzas de Guderian en la aldea de Vidomlya, tres días después de la invasión soviética de Polonia y veinte días después de la invasión alemana de Polonia. La brigada soviética casi no encontró resistencia ya que casi todas las batallas había terminado a esas alturas.
Según Krivoshéin, un equipo de reconocimiento regresó con un grupo de 12 oficiales alemanes que se identificaron como parte del 19.º Ejército a mando de Guderian y le explicaron que ellos también se encontraban camino a Brest. Fueron invitados a la tienda de campaña de Krivoshéin, quién luego propuso un brindis para ambos comandantes e invitó a los oficiales alemanes a Moscú luego de haber obtenido una rápida victoria sobre la "Inglaterra capitalista". A través de ellos, Krivoshéin también envió sus saludos al general alemán y se aseguró de entrar a la ciudad en la dirección opuesta de la que lo haría la Wehrmacht.
Al llegar la mañana del 22 de septiembre, Krivoshéin se dio cuenta de que las tropas alemanas ya se encontraban saqueando el pueblo y que Guderian ya había establecido un centro de operaciones allí. Poco tiempo después, los representantes de Guderian llegaron y saludaron al "glorioso Ejército Rojo" y su general. Luego de un breve intercambio de formalidades, Krivoshéin ofreció visitar a Guderian. La oferta fue aceptada y Krivoshéin fue llevado al centro de operaciones alemán para compartir el desayuno con el general alemán.
Durante la reunión, Guderian propuso un desfile conjunto de tropas soviéticas y alemanas a través del pueblo, incluyendo formaciones de soldados de ambos ejércitos en la plaza central. Debido a que las tropas soviéticas estaban cansadas luego de una larga marcha, Krivoshéin declinó la propuesta, pero ofreció proveer una banda militar, unos cuantos batallones y acordó, a solicitud de Guderian, de que él y Guderian se encuentren presentes para pasar revista al desfile juntos.

## El desfile
El desfile comenzó a las 16:00, y los "arcos de la victoria" por donde pasaron las tropas alemanas fueron erigidos y luego decorados por tropas soviéticas con esvásticas y estrellas rojas. Los soviéticos desfilaron con el 4.º batallón de la 29.º Brigada de tanques, el cual fue el primer grupo de soldados del Ejército Rojo en entrar a la ciudad. Los generales soviéticos y alemanes se rindieron homenajes los unos a los otros por sus victorias sobre las fuerzas polacas.

## Repercusiones
Luego del desfile, el cual Niall Fergusson describió como "cordial", los alemanes se retiraron a la orilla oeste del río Bug, y los soviéticos tomaron control de la ciudad, además del resto del este de Polonia (ahora Bielorrusia occidental y Ucrania Occidental).

## Desfiles militares alemanes-soviéticos en otras ciudades polacas
Varios trabajos históricos publicados en los años 1980 y 1990  hablan sobre otros desfiles del Ejército Rojo y la Wehrmacht alemán en otras ciudades ocupadas de Polonia.
Por ejemplo, el historiador ruso Mijaíl Semiryaga escribió en su libro de 1992, Los secretos de la diplomacia de Stalin que los "desfiles militares conjuntos con ambos países como participantes tomaron lugar en Grodno, Brest, Pinsk y varias otras ciudades (los alemanes los llamaron "desfiles de victoria"). El desfile en Grodno fue supervisado por el Kombrig Vasili Chuikov".
Aleksandr Nékrich escribió: "La conclusión de las operaciones militares contra Polonia fue marcada por desfiles militares soviéticos y alemanes en Brest y Leópolis en los primeros días de octubre de 1939".
Publicaciones posteriores de los historiadores rusos Mijaíl Meltyujov y Oleg Vishlyov descartaron la posibilidad de que hubiese habido desfiles en otras ciudades como un "mito".  Vishlyov también puso en duda de que los eventos de Brest fueron un desfile militar y los llamó "la retirada ceremonial de las fuerzas alemanas bajo la supervisión de representantes soviéticos.